# Internationale Thüringen Rundfahrt
L'Internationale Thüringen Rundfahrt (it.: Giro Internazionale della Turingia) era una corsa in linea di ciclismo su strada maschile riservata alla categoria Under-23 che si svolge ogni anno in Turingia, Germania. Dal 2005 al 2013 fece parte del calendario dell'UCI Europe Tour come prova di classe 2.2U. Dal 2014 non viene più disputata.

## Albo d'oro
Aggiornato all'edizione 2013.
| Anno | Vincitore             | Secondo               | Terzo                |
| ---- | --------------------- | --------------------- | -------------------- |
| 1976 | Joachim Vogel         | Bernd Fischer         | Ladislav Heller      |
| 1977 | Andreas Neuer         | Peter Koch            | Michael Schiffner    |
| 1978 | Norbert Dürpisch      | Joachim Hentzen       | Detlef Kletzin       |
| 1979 | Hans-Joachim Hartnick | Andreas Petermann     | Bernd Drogan         |
| 1980 | Andreas Petermann     | Olaf Ludwig           | Thomas Barth         |
| 1981 | Andreas Petermann     | Detlef Macha          | Bodo Straubel        |
| 1982 | Uwe Raab              | Hardy Gröger          | Matthias Lendt       |
| 1983 | Mario Hernig          | Uwe Ampler            | Dan Radtke           |
| 1984 | Matthias Lendt        | Harald Wolf           | Bodo Straubel        |
| 1985 | Uwe Ampler            | Andreas Lux           | Lutz Lötzsch         |
| 1986 | Uwe Ampler            | Matthias Lendt        | Hardy Gröger         |
| 1987 | Uwe Ampler            | Jens Heppner          | Matthias Lendt       |
| 1988 | Olaf Ludwig           | Jan Schur             | Stephan Gottschling  |
| 1989 | Steffen Rein          | Thomas Barth          | Uwe Raab             |
| 1990 | Bert Dietz            | Falk Boden            | Frank Khün           |
| 1991 | non disputato         | non disputato         | non disputato        |
| 1992 | Bert Dietz            | Jörn Reuss            | Achmed Wolke         |
| 1993 | Ralf Schmidt          | Alexander Kastenhuber | Steffen Uslar        |
| 1994 | Steffen Uslar         | Jens Zemke            | Thomas Liese         |
| 1995 | Steffen Blochwitz     | Josef Holzmann        | Timo Scholz          |
| 1996 | Michael Schlickum     | Thomas Liese          | Martin Müller        |
| 1997 | Timo Scholz           | Thomas Liese          | Ronny Lauke          |
| 1998 | Lars Teutenberg       | Thomas Liese          | Stephan Schreck      |
| 1999 | Stephan Schreck       | Gerhard Trampusch     | Jamie Burrow         |
| 2000 | Patrick Sinkewitz     | Mathias Jelitto       | Ronny Scholz         |
| 2001 | Christian Pfannberger | Mart Louwers          | Ronald Mutsaars      |
| 2002 | Pieter Weening        | Christian Knees       | Thomas Ziegler       |
| 2003 | Joost Posthuma        | Bernhard Kohl         | Pieter Weening       |
| 2004 | Thomas Dekker         | Rory Sutherland       | Marc de Maar         |
| 2005 | Kai Reus              | Luigi Sestili         | Miha Svab            |
| 2006 | Tony Martin           | William Walker        | Edvald Boasson Hagen |
| 2007 | Mathias Frank         | Tony Martin           | Mathias Belka        |
| 2008 | Patrick Gretsch       | Martin Reimer         | Tony Gallopin        |
| 2009 | Stefan Denifl         | Steven Kruijswijk     | Jack Bobridge        |
| 2010 | John Degenkolb        | Timothy Roe           | Rohan Dennis         |
| 2011 | Wilco Kelderman       | Jakob Steigmiller     | Tom Dumoulin         |
| 2012 | Rohan Dennis          | Johan Le Bon          | Marc Goos            |
| 2013 | Dylan van Baarle      | Lasse Norman Hansen   | Damien Howson        |